# Mexichem
Mexichem est une entreprise mexicaine fondée en 1998, et faisant partie de l'Índice de Precios y Cotizaciones, le principal indice boursier de la bourse de Mexico. Il s'agit de la principale entreprise de pétrochimie mexicaine et l'une des principales d'Amérique Latine. Mexichem est également le numéro un mondial des canalisations en plastique (2013). 

## Histoire
Elle est propriétaire depuis 2012 du groupe Wavin BV.
En juillet 2017, Mexichem acquiert 80 % de Netafim, entreprise israélienne spécialisée dans la micro-irrigration, pour 1,5 milliard de dollars.